# マルアイ (化成品メーカー)
株式会社マルアイは、日本の化成品メーカー。本社は山梨県市川三郷町にあり、手漉き和紙のメーカーとして誕生した。現在も祝儀袋などの慶弔袋のシェアは全国トップである。しかし、現在は化成品メーカーとして知られ、商品用のラミネートパック・静電気防止シート・半導体生産まで異業種への展開が進んでいる。

## 沿革
- 1888年 - 1月、創業者村松富吉が市川大門町で産地問屋として手漉き和紙の販売を始める。
- 1931年 - 個人経営を合名会社村松愛作商店に改組。
- 1947年 - 5月、株式会社村松愛作商店に改組。
- 1957年 - 商号を株式会社マルアイに変更する。
- 1960年 - 5月、東京都墨田区菊川町３丁目に東京支店開設。
- 1967年 - 日本工業規格（JIS）表示許可工場となる。
- 1988年 - 創業100年をむかえる。
- 2002年 - 12月、ISO14001の認証を取得。（本社・工場）
- 2005年 - 1月、化成品関連工場、ISO9001の認証を取得。